# Бардем, Пилар
Мария дель Пилар Бардем Муньос (исп. María del Pilar Bardem Muñoz; 14 марта 1939 — 17 июля 2021) — испанская актриса кино и телевидения. В 1996 году она была удостоена премии «Гойя» за лучшую женскую роль второго плана за роль в фильме «Никто не расскажет о нас, когда мы умрём». Пилар — мать трёх актёров Карлоса, Моники и Хавьера Бардемов.

## Карьера
Пилар Бардем дебютировала в художественном кино, сыграв в фильме Фернандо Фернана Гомеса «В мире всё по-прежнему» (1965). Она регулярно снималась в телесериалах, таких как «Состоящие в браке» (1994), «Сёстры» (исп. Hermanas; 1998), «Жилец» (исп. El Inquilino; 2004) и «Любовь во времена переворотов» (исп. Amar en tiempos revueltos; 2005—2007).
Бардем была удостоена премии Гойя за лучшую женскую роль второго плана, премии Международного кинофестиваля в Вальядолиде за лучшую женскую роль и двух премий Союза актёров Испании за свои вклад в кинематограф.

## Активизм
Пилар Бардем, получившая прозвище «Ла Бардем» (исп. La Bardem), была хорошо известна в Испании не только как актриса, но и как политическая активистка с откровенными левыми политическими взглядами, особенно близкими к партии «Объединённые левые». В период диктатуры Франсиско Франко она сотрудничала с подпольной Коммунистической партией Испании.
Бардем боролась за «трудовые права для актёров, гражданские права для женщин» и «либерализацию католической церкви». Так она выступала за то, чтобы женщины имели возможность стать священниками. Она же сама не считала свою продолжительную политическую борьбу, труд одновременно на нескольких работах, чем-то из ряда вон выходящим. Она называла себя просто «одной из многих».
В 2003 году Бардем вместе с другими испанскими деятелями выступила против решения правительства Испании отправить войска в Ирак. 5 февраля 2003 года она в числе других актёров и актрис была приглашена в Конгресс депутатов, откуда была удалена после демонстрации футболки и выкрикивания антивоенных лозунгов.
На выборах в Европарламент 2004 года Бардем была в числе кандидатов от «Объединённых левых», но не смогла избраться.
Бардем была активной сторонницей признания Сахарской Арабской Демократической Республики. В декабре 2021 года во время посмертного чествования её на Сахарском международном кинофестивале делегат Полисарио в Испании объявил, что ей будет посмертно предоставлено гражданство САДР.
В 2017 году дети Пилар подготовили для неё акцию поддержки, в котором приняли участие 1300 артистов. Во время неё, уже будучи тяжело больной, Бардем выразила желание увидеть перед своей смертью провозглашение Третьей Испанской республики.

## Личная жизнь
Пилар Бардем родилась в актёрской семье Рафаэля Бардема и Матильды Муньос Сампедро в Севилье 14 марта 1939 года, она была сестрой известного кинорежиссёра Хуана Антонио Бардема. Пилар забросила изучение медицины, чтобы начать работать моделью.
В октябре 1961 года Бардем вышла замуж за Хосе Карлоса Энсинаса Дуссинаге, от которого у неё было четверо детей, один из которых умер вскоре после рождения, а трое других в итоге стали актёрами — Карлос, Моника и Хавьер. В своей книге «Ла Бардем» (исп. La Bardem) она рассказала о том, что муж жестоко обращался с ней, пока она с ним не развелась. Энсинас умер от лейкемии в декабре 1995 года. У Пилар было ещё несколько романов с актёрами, в том числе с Агустином Гонсалесом.
Пилар проживала в мадридском районе Ретиро, при этом являясь страстной поклонницей футбольного клуба «Барселона».

## Смерть
Будучи заядлой курильщицей, Бардем нажила себе рак лёгкого. Она умерла в клинике Рубер в Мадриде 17 июля 2021 года в возрасте 82 лет после тяжёлой болезни лёгких, с которой она боролась с 2013 года. Позднее её тело было кремировано в мадридском городке Сан-Лоренсо-де-Эль-Эскориаль.

## Избранная фильмография
- Доброе утро, графиня[исп.] (исп. Buenos días, condesita; 1967)
- Мятежная послушница[исп.] (исп. La novicia rebelde; 1971)
- Варьете[исп.] (исп. Varietés; 1971)
- Сомнение[исп.] (исп. La duda; 1972)
- Блудница[исп.] (исп. La descarriada; 1973)
- Любовь и мизинчики[англ.] (порт. Amor e Dedinhos de Pé; 1992)
- Среди красных[англ.] (исп. Entre rojas; 1995)

## Награды и номинации
| Премия «Гойя» | Премия «Гойя»                     | Премия «Гойя»                            | Премия «Гойя» | Премия «Гойя» |
| Год           | Категория                         | Работа                                   | Результат     | Примечания    |
| ------------- | --------------------------------- | ---------------------------------------- | ------------- | ------------- |
| 1996          | Лучшая женская роль второго плана | Никто не расскажет о нас, когда мы умрём | Победа        | [ 17 ]        |
| 2005          | Лучшая женская роль               | Дорогая Мария                            | Номинация     | [ 18 ]        |